# Cathleen Tschirch
Cathleen Tschirch (ur. 23 lipca 1979 w Dreźnie) – niemiecka lekkoatletka, sprinterka.
W 2007 roku na mistrzostwach świata w Osace dotarła do finału biegu w sztafetowego 4 x 100 metrów zajmując 7. miejsce w składzie Katja Wakan, Tschirch, Johanna Kedzierski i Verena Sailer. W 2008 roku na igrzyskach olimpijskich w Pekinie zajęła 5. miejsce z czasem 43,28 s. Na igrzyskach w sztafecie Niemki pobiegły w składzie Marion Wagner, Anne Möllinger, Tschirch oraz Verena Sailer. Największy sukces odniosła  na mistrzostwach świata w Berlinie zdobywając brązowy medal w sztafecie 4 x 100 metrów. W składzie sztafety biegły wówczas kolejno Verena Sailer, Marion Wagner, Tschirch i Anne Möllinger. Zajmowała miejsca na podium podczas Pucharu Europy i Drużynowych Mistrzostw Europy. Medalistka mistrzostw kraju.

## Rekordy życiowe
- bieg na 100 metrów – 11,30 (2012) / 11,19w (2012)
- bieg na 200 metrów – 22,97 (2007)
- bieg na 200 metrów (hala) – 23,19 (2007)